# Aichi Kanjō Tetsudō
Die Aichi Kanjō Tetsudō (japanisch 愛知環状鉄道株式会社, Aichi Kanjō Tetsudō Kabushiki-gaisha), auch unter der Abkürzung Aikan (愛環) bekannt, ist eine private japanische Eisenbahngesellschaft mit Sitz in Okazaki. Sie wurde 1986 gegründet und betreibt seit 1988 die Aichi-Ringlinie in der Präfektur Aichi.

## Strecke und Rollmaterial
Die einzige von der Aikan betriebene Strecke ist die 45,3 km lange Aichi-Ringlinie, die von Kasugai über Seto und Toyota nach Okazaki führt. An beiden Enden bestehen Übergänge zum Streckennetz von JR Central.
Auf der vollständig mit 1500 V Gleichspannung elektrifizierten Strecke werden 40 Triebwagen der Baureihe 2000 eingesetzt, die in den Jahren 2002 bis 2009 von Nippon Sharyō ausgeliefert wurden. Sie sind 20,10 m lang, 2,978 m breit und 4,02 m hoch. Ihre Höchstgeschwindigkeit beträgt 120 km/h, ihr Leergewicht 68,3 Tonnen. Ein Wagen bietet 107 Sitz- und 179 Stehplätze. In der Regel werden sie zu Zügen mit zwei oder vier Wagen zusammengestellt. Sie lösten Wagen der Baureihe 100 ab, die von der Japanischen Staatsbahn übernommen worden waren.

## Aktionäre
Die Aikan ist eine so genannte Bahngesellschaft des dritten Sektors, die hauptsächlich von lokalen Gebietskörperschaften getragen wird. Das Aktienkapital von 9,475 Milliarden Yen ist wie folgt aufgeteilt (2019):
- Präfektur Aichi: 40,3 %
- Stadt Toyota: 18,6 %
- Stadt Seto: 8,9 %
- Stadt Okazaki: 7,8 %
- Toyota Motor Corporation: 4,8 %

## Geschichte
Seit 1965 baute die Japanische Staatsbahn an einer Bahnverbindung östlich an Nagoya vorbei, doch der Baufortschritt erlahmte bald aufgrund von Finanzierungsproblemen. Fertiggestellt konnte bis 1976 nur der Abschnitt zwischen den Bahnhöfen Okazaki und Shin-Toyota, der aber von Beginn an defizitär war. Im Juli 1984 kündigte die Staatsbahn an, diesen sowie den noch immer nicht gebauten Abschnitt zwischen Shin-Toyota nach Kōzōji so bald wie möglich an eine von den lokalen Gebietskörperschaften getragene Bahngesellschaft abzustoßen. Noch im selben Monat begannen diesbezüglich Verhandlungen mit der Präfektur Aichi sowie den betroffenen Städten Kasugai, Okazaki, Seto und Toyota. Im August 1985 einigten sich die Verhandlungspartner grundsätzlich auf die Fertigstellung der Gesamtstrecke und deren Abtretung an eine noch zu gründende Bahngesellschaft. Am 19. September 1986 erfolgte die formelle Gründung der Aichi Kanjō Tetsudō (Aikan). Die Betriebslizenz lag am 9. Oktober desselben Jahres vor, die Baugenehmigung sechs Tage später. Die Betriebsaufnahme erfolgte am 31. Januar 1988.